# اویاجت
اویاجت (به انگلیسی: Aviajet) یک شرکت هواپیمایی است که در تاریخ ۱۹۸۳ میلادی تأسیس شده است. دفتر مرکزی اویاجت در دوبلین، ایرلند واقع شده‌است و قطب این شرکت هواپیمایی در فرودگاه دوبلین قرار دارد.